# Chuck Palahniuk
Charles Michael „Chuck” Palahniuk (n. 21 februarie 1962, în Pasco, Washington) este un scriitor american de ficțiune și jurnalist independent, asociat mișcării artistice a minimalismului.
Este cunoscut publicului larg mai ales pentru controversatul roman Fight Club, câștigător a numeroase distincții și ecranizat în 1999, avându-i pe Brad Pitt, Edward Norton și Helena Bonham Carter în rolurile principale.

## Formare
Palahniuk și-a trăit copilăria într-o rulotă, într-un parc de lângă Burbank, Washington, unde locuia împreună cu părinții săi, Carol și Fred Palahniuk și cei trei frați.
Ca tânăr adult, Palahniuk s-a înscris la Facultatea de Jurnalism din cadrul Universității din Oregon, pe care a absolvit-o în anul 1986. În timpul facultății a lucrat la stația de radio locală din Eugene, Oregon, ca mai apoi să se mute în Portland.  După ce o scurtă perioadă de timp a scris pentru ziarul local, s-a angajat pe post de mecanic la fabrica de camioane Freightliner, la care a rămas până atunci când cariera lui de romancier a fost lansată. În acest timp, Palahniuk a scris manuale despre metodelor de reparare și întreținere a camioanelor, dar și-a neglijat cariera de jurnalist. În anul 1988 a renunțat oficial la jurnalism și a început să-și îndrepte atenția spre voluntariat. A susținut de-a lungul timpului astfel de acțiuni la un centru pentru persoane fără adăpost și la un spital, asigurând transportul pacienților cu boli în stadii terminale. Palahniuk a renunțat însă la voluntariat, imediat după moartea unui pacient pe care îl îngrijise și de care se atașase în timp.

## Carieră
Palahniuk a început să scrie ficțiune pe când avea 30 de ani împliniți, în urma unui workshop susținut de Tom Spanbauer, pe care-l frecventa doar pentru a-și face noi prieteni. Spanbauer se pare că ar fi influențat în mod fundamental stilul minimalist de scriere al lui Palahniuk. Prima sa carte, Insomnia: If You Lived Here, You’d Be Home Already, nu a fost niciodată publicată, din cauza dezamăgirii pe care i-o crea povestea în sine. Cu toate astea, o mică parte din roman a fost salvată și integrată în Fight Club. Atunci când a încercat să își publice următoarea carte, Monștri invizibili, editura a refuzat-o, argumentându-și decizia cu faptul că conținutul cărții ar fi mult prea tulburător. Acest lucru l-a făcut pe scriitorul american să înceapă lucrul la cel mai celebru roman al său, Fight Club¸ pe care îl duce la bun sfârșit într-o încercare de a provoca și mai mult editura să îl refuze din nou. E de menționat faptul că povestirea a fost scrisă în timpul liber, pe când Palahniuk încă lucra la Freightliner. Astfel, publicată inițial în 1995, sub forma unei povestiri scurte (care va ajunge până la urmă să reprezinte doar capitolul 6 al cărții) în compilația Pursuit for Happiness, Palahniuk decide să o transforme într-un roman complet, pe care, contrar așteptărilor, editura acceptă să îl publice. În ciuda tuturor criticilor pozitive și premiilor primite, prima ediție a cărții nu a rămas prea mult timp pe rafturile librăriilor.
Inițial, Palahniuk a încercat să își găsească un agent literar, dar nu și-a găsit unul decât după publicarea romanului Fight Club. La scurt timp după, a început să primească atenție din partea companiei 20th Century Fox, cu ajutorul căreia, în urma unei înțelegeri avute cu Edward Hibbert (cunoscut publicului larg din serialul Frasier) semnează ecranizarea romanului. În 1999, la trei ani după apariția cărții, filmul cu același nume, în regia lui David Fincher, a fost lansat pe marile ecrane. Filmul a avut încasări dezamăgitoare, în ciuda faptului că a ocupat primul loc în U.S. box office în prima săptămână de la apariție. Părerile au fost împărțite, criticile amestecate, dar popularitatea filmului a venit odată cu lansarea DVD-ului. Romanul a fost și el relansat de trei ori, într-un format diferit față de original, în anii 1999, 2004 și 2005 (aceste ultime două ediții conținând și câteva cuvinte scrise de Palahniuk despre succesul ecranizării). O ediție revăzută a romanului Monștri invizibili, dar și un roman nou, intitulat Supraviețuitorul, au fost lansate în același an, transformându-l pe Palahniuk într-un lider de opinie important. La doar câțiva ani mai târziu, Palahniuk reușește să lanseze primul său New York Times bestseller, intitulat Sufocare. De la acest moment încolo, majoritatea cărților lui Palahniuk au înregistrat același succes, lucru care i-a permis să meargă în diverse turnee de promovare, considerate de scriitor adevărate surse de inspirație pentru noi romane.
În 2003, în cadrul turneului de promovare al romanului Jurnal, Palahniuk citește publicului prezent o povestire scurtă, intitulată „Mațe”, care prezintă o înșiruire de accidente incluzând masturbare, povestire care apare publicată drept unul dintre capitolele cărții Bântuiții. În timpul lecturii, 40 de oameni din cei prezenți în sală au leșinat. În alte turnee de promovare, povestirea este citită din nou. De fiecare dată situația este aceeași – la începutul lui 2004, numărul leșinurilor ajunsese la 53, apoi la 60. În octombrie 2004, Palahniuk numărase deja 68. Ultima astfel de întâmplare a avut loc în mai 2007, în Canada, unde cinci oameni au leșinat, ridicând astfel numărul la 73. Autorul le spusese celor prezenți să-și țină efectiv respirația pentru că lectura va dura foarte puțin.
În anul 2008, Palahniuk a acceptat să devină instructor în cadrul unui workshop al Clarion West Writers, petrecându-și astfel o săptămână împărtășind, cu cei optsprezece studenți participanți, teoria și metodele de lucru din domeniul ficțional.

### Opere majore
- Fight Club (1996)
- Supraviețuitorul (1999)
- Monștri invizibili (1999)
- "Blestemați"
- "Apocalipsa"
- Sufocare (2001)
- Cântec de leagăn (2002)
- Jurnal (2003)
- Bântuiții (2005)
- Rant (2007)
- Snuff (2008)
- Pygmy (2009)
- Spune tuturor (2010)

## Viață personală
Anul 1999 a adus o serie de tragedii în viața personală a lui Palahniuk. Tatăl său, Fred Palahniuk, împreună cu femeia alături de care dorea să își întemeieze o familie în urma divorțului de mama scriitorului, au fost uciși de fostul soț al acesteia, recent eliberat din închisoare. Ucigașul a fost condamnat la moarte în urma dublei omucideri. Palahniuk a scris, inspirat fiind de această dramatică întâmplare, romanul Cântec de leagăn. După cum declară scriitorul, scopul acestei cărți a fost de a-l face să treacă mai ușor peste ideea că a ajutat, prin depunerea mărturiei, la condamnarea la moarte a unui om.
Palahniuk își recunoaște, în 2003, orientarea homosexuală, iar, la acest moment, conform unui interviu publicat în The Advocate, se știe că scriitorul trăiește, împreună cu partenerul său de viață, într-un fost complex bisericesc de lângă Vancouver, Washington.

## Premii
Palahniuk a câștigat, până acum, următoarele distincții:
- Premiul Pacific Northwest Booksellers Association Award, pentru Fight Club (1997)
- Premiul Oregon Book pentru cel mai bun roman, pentru Fight Club (1997)
- Premiul Pacific Northwest Booksellers Association Award, pentru Cântec de leagăn (2003)

De-a lungul timpului, Palahniuk a primit și diverse nominalizări:
- Premiul Oregon Book pentru cel mai bun roman, pentru Supraviețuitorul (1999)
- Premiul Bram Stoker pentru cel mai bun roman, pentru Cântec de leagăn (2002)
- Premiul Bram Stoker pentru cel mai bun roman, pentru Bântuiții (2005)

## Opere traduse în limba română
- Fight Club, Polirom, 2004, ISBN 973-681-640-0, traducere Dan Croitoru
- Jurnal, Polirom, 2006, ISBN 973-46-0067-2, traducere Mihai Chirilov
- Bântuiții, Polirom, 2007, ISBN 978-973-46-0522-4, traducere Rareș Moldovan
- Cântec de leagăn, Polirom, 2007, ISBN 978-973-46-0213-1, traducere Radu Gârmacea
- Monștri invizibili, Polirom, 2008, ISBN 978-973-46-0773-0, traducere Mircea Pricăjan
- Rant, Polirom, 2009, ISBN 978-973-46-1367-0, traducere Bogdan Perdivară
- Sufocare, Polirom, 2009, ISBN 973-681-717-2, traducere Mihai Chirilov
- Supraviețuitor, Polirom, 2009, ISBN 978-973-46-1470-7, traducere Dan Croitoru
- Pygmy, Polirom, 2011, ISBN 978-973-46-2002-9, traducere Ioana Filat
- Blestemați, Polirom, 2012, ISBN 978-973-46-2646-5, traducere Vlad Pojoga
- Snuff, Polirom, 2012, ISBN 978-973-46-2438-6, traducere Mihai Chirilov
- Apocalipsa, Polirom, 2013, ISBN 978-973-46-3955-7, traducere Vlad Pojoga
- Beautiful You, Polirom, 2015, ISBN 978-973-46-5471-0, traducere Mihaela Negrilă
- Inventează ceva, Polirom, 2016, ISBN 978-973-46-5764-3, traducere Dan Silviu
- Fight Club 2. Gambitul seninătăţii (roman grafic), Polirom, 2020, ISBN 978-973-46-8130-3, traducere Dan Croitoru
- Ziua Ajustării, Polirom, 2020, ISBN 978-973-46-8207-2, traducere Alex Văsieș
- Inventarea sunetului, Polirom, 2023, ISBN 978-973-46-9245-3, traducere Alex Văsieș
- Pentru moment, nu pentru totdeauna, Polirom, 2025, ISBN 978-630-344-184-9, traducere Radu Pavel Gheo